# NGC 3205
NGC 3205 é uma galáxia  localizada na direcção da constelação de Ursa Major. Possui uma declinação de +42° 58' 18" e uma ascensão recta de 10 horas, 20 minutos e 50,0 segundos.
A galáxia NGC 3205 foi descoberta em 3 de Fevereiro de 1788 por William Herschel.